# East Kingston (Nowy Jork)
East Kingston – jednostka osadnicza w Stanach Zjednoczonych, w stanie Nowy Jork, w hrabstwie Ulster.